# Distemper
Distemper est un groupe de ska punk russe, originaire de Moscou. Il est formé en 1989 autour du guitariste Datsent (en russe : Дацент) et du batteur Baï (en russe : Бай).

## Biographie

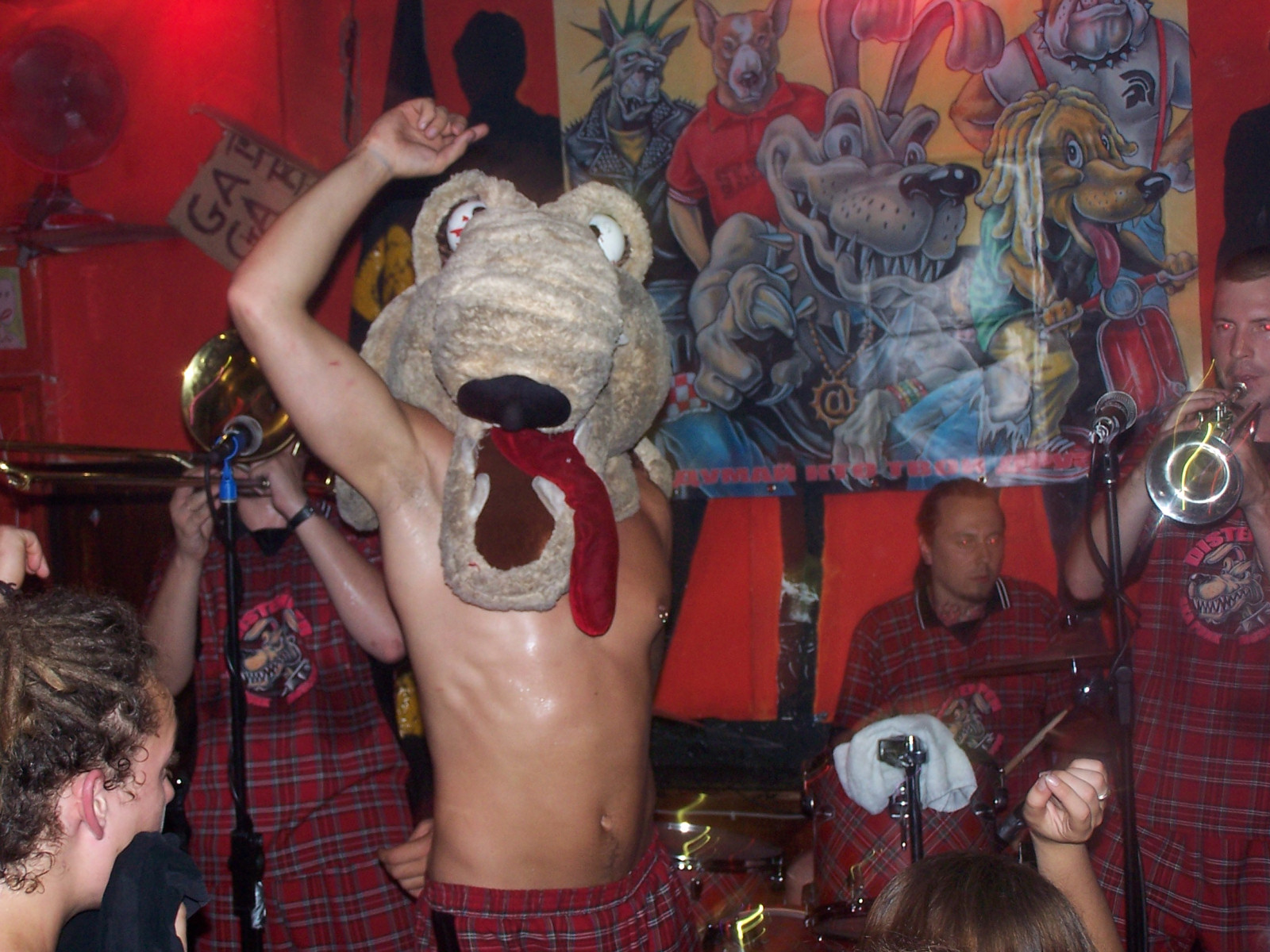
Alex the Dancing Dog, en 2005.

Distemper est formé le 4 septembre 1989 à Moscou. Ils commencent avec un style punk hardcore et enregistrent leur premier album studio, deux ans après la création du groupe. En 1993, un nouvel album est enregistré. Avec la sortie de leur album Город en 1995, ils intègrent les cuivres et leur style s'oriente vers le ska punk. Ils enregistrent deux autres albums et en 1998 ils sont déjà largement connu en Russie et deviennent le premier groupe de ska en Russie. En 1999, Datzent devient le chanteur et sa voix charismatique caractérise encore en date le groupe.
Distemper devient connu pour ses performances scéniques. En 2002, ils entament une tournée en Europe et leurs réputations traversent les frontières de la Russie. Après cette tournée, ils deviennent très connu en Allemagne et enregistrent leur nouvel album Доброе утро en vinyle toujours en Allemagne, qui reçoit d'excellentes critiques. En 2003, ils enregistrent un morceau sur Russendisko-Hits, et un groupe de fan se forme surtout en Allemagne. Ils font ensuite plus de 100 concerts en dehors de la Russie les trois années qui suivent et se forgent une bonne réputation dans de grands festivals comme le Force Attack (2005 et 2007). Le prix de « meilleur groupe ska russe » leur est décerné en 2006, et en 2007 leur album Мир создан для тебя est nommé du Rock Alternative Music Prize dans la « catégorie album de l'année ». 
En 2009 sort l'album Всё или ничего, et sa réédition en version anglaise l'année suivante, en 2010. En 2014, ils publient un split avec le groupe Rauchers. À la fin de 2016, ils jouent à Berlin.

## Style musical
Le style de Distemper peut être défini comme étant du ska punk. Ils combinent rapidité et rythme punk puissant avec des beats ska. La voix rauque du chanteur russe donne au tout un son distinctif. Aujourd'hui, la ligne à suivre du groupe est classique pour la batterie, la guitare rythmique et la basse, plus une section cuivre (trombone et saxophone).

## Membres

### Membres actuels
- Datsent - guitare
- Baï - batterie
- Vitalik - trompette
- Vassily - trombone
- Ljolik - basse

### Anciens membres
- Kissel - basse
- Roman « Nosatyj » Schevchuk - guitare, chant
- Zhenja « Ilyich » - saxophone
- Xenia - saxophone
- Max - trombone
- Ljocha - trompette
- Vitalik - trompette
- Lyolik (Лёлик) - basse
- Tjoma - guitare
- Alexander - saxophone
- Boba DUB - basse

## Discographie
- 1991 : Мы сегодня с Баем
- 1993 : Ой ду-ду
- 1995 : Город
- 1997 : Face Control
- 1997 : Внатуре! Алё!! Хорош!!! (album live)
- 1999 : Ну всё!..
- 2000 : Ска-панк шпионы
- 2001 : Доброе утро
- 2001 : Hi! Good morning!
- 2003 : Нам по… !
- 2003 : Путеводитель по русскому року
- 2003 : Distemper and The Know How (split)
- 2004 : Ska Punk Moscow
- 2005 : Подумай, кто твои друзья
- 2006 : Distemper and Tarakany (split)
- 2006 : Ну Всё! (Переиздание 1999)
- 2007 : Мир создан для тебя
- 2008 : My Underground
- 2009 : Всё или ничего (réédité en anglais sous le titre All or Nothing en 2010)
- 2010 : Получить Ответ
- 2011 : Я Умираю Для Тебя
- 2013 : Гордость, вера, любовь
- 2014 : Distemper and Rauchers (split)